# Micadina yingdensis
Micadina yingdensis är en insektsart som beskrevs av Chen, S.C. och Yun He He 1992. Micadina yingdensis ingår i släktet Micadina och familjen Diapheromeridae. Inga underarter finns listade i Catalogue of Life.